# André Guillaumin
André Louis Joseph Edmond Armand Guillaumin (Arrou, 21 de junho de 1885 — Athis-Mons, 24 de maio de 1974) foi um botânico francês.